# Naval War College
La Naval War College (NWC o NAVWARCOL, en español: Escuela de Guerra Naval) es la escuela de personal y el «hogar del pensamiento» de la Armada de los Estados Unidos, se encuentra ubicada en la Estación Naval de Newport en Newport, Rhode Island. La NWC educa y desarrolla líderes, apoya la definición de la futura Armada y las funciones y misiones asociadas, apoya la preparación para el combate y fortalece las asociaciones marítimas globales.
La Escuela de Guerra Naval es una de las escuelas superiores de servicio, incluida la United States Army War College (Escuela de Guerra del Ejército), la Marine Corps War College (Escuela de Guerra del Cuerpo de Marines) y la USAF Air War College (Escuela de Guerra Aérea de la USAF). Además, el Departamento de Defensa de los Estados Unidos gestiona la Escuela Nacional de Guerra.